# Samantha Vallejo-Nágera
Samantha Vallejo-Nájera Déroulède (Madrid, 27 de octubre de 1969) es una chef, presentadora de televisión y empresaria española. Desde 2013 es una de los tres jurados en el programa televisivo MasterChef.

## Biografía
Es nieta del psiquiatra y militar Antonio Vallejo-Nájera, hija del ingeniero José Ignacio Vallejo-Nágera Botas y sobrina del psiquiatra, escritor y catedrático Juan Antonio Vallejo-Nágera Botas. Es hermana, además, de Nicolás Vallejo-Nágera, más conocido como "Colate", y prima hermana de la escritora María Vallejo-Nágera.
Inició sus actividades culinarias estudiando y trabajando con el chef español Carlos Horcher en los años ochenta. Luego se trasladó a Nueva York y a Londres. En esta última ciudad, abrió en 1990 un servicio de cáterin para fiestas y eventos que mantiene hasta día de hoy, «Samantha de España». En 1995 realizó una formación en Lyon con los chefs Paul Bocuse y Juan Mari Arzak.
Como empresaria cocinera, ha puesto en marcha el restaurante Casa Taberna en Pedraza, el pueblo segoviano donde pasó los veranos de su infancia. El carácter de esta tasca tradicional, característica de los pueblos de Segovia, es la comida castiza que, en 2023, le valió un Sol Repsol.
Desde 2013 es miembro del jurado del programa MasterChef, junto a Pepe Rodríguez Rey y Jordi Cruz Mas. Ha escrito varios libros de cocina e imparte talleres y charlas con regularidad.

## Televisión
- MasterChef, (2013-presente)
- MasterChef Junior, (2013-presente)
- MasterChef Celebrity, (2016-presente)
- Typical Spanish, (2020)
- MasterChef Abuelos, (2022) en TVE.

## Obras
- ¿Cenamos en casa?
- La cocina de Samantha Vallejo-Nágera (2011)
- Samantha Las recetas con chocolate
- Samantha y Roscon. Party.com (2016)
- Fórmula Samantha (2016)